# ای بابا (ترانه کشا)
«ای بابا» تک‌آهنگی از کشا است که در سال ۲۰۱۳ میلادی منتشر شد.
این تک‌آهنگ در چارت‌های جزو ده ترانه اول قرار گرفت.